# 2021年の相撲
2021年の相撲（2021ねんのすもう）では、2021年（令和3年）の相撲関連の出来事についてまとめる。
2020年-2021年-2022年

## できごと

### 1月
- 5日 - 【大相撲】日本相撲協会は、横綱の白鵬が新型コロナウイルス感染症に感染したことを発表[1]。
- 8日
  - 【大相撲】NHK厚生文化事業団が、新型コロナウイルス感染拡大の影響で2021年のNHK福祉大相撲の開催を中止すると発表した[2]。当初の予定では2月6日に実施される予定になっていた[3]。
  - 【大相撲】横綱鶴竜が、1月場所を腰痛のため休場することが決定した。鶴竜の休場は4場所連続[4]。
- 9日 - 【大相撲】日本相撲協会は、新型コロナウイルス感染症の陽性者および濃厚接触の可能性がある協会員計83人（このうち力士は関取15人を含む65人）が1月場所を休場すると発表した[5]。
- 18日 - 【大相撲】フジテレビジョンと産経新聞社は2月7日に予定していた日本大相撲トーナメント第45回大会を新型コロナの緊急事態宣言の発出を受け、中止にすると発表した[6]。
- 19日
  - 【大相撲】1月場所は初日から16人の関取が休場していたが、この日の10日目から大関貴景勝が途中休場することになったため休場している関取の数が17人になった。これにより、2002年7月場所の記録（16人）を抜いて戦後最多の休場者数となった[7]。なお、休場者は11日目以降も増加し、最終的に19人になった[8]。
  - 【大相撲】この日の幕下の取組で、立ち合いが不成立になった時に脳震盪とみられる症状で立ち上がれなくなった力士がおり、勝負審判が対応を協議している間にその力士が回復したためそのまま相撲を取らせる問題が発生した。しかし、この対応には力士の健康面でのリスクがあるとして、同様の事態が発生した場合は取組をやり直させないという暫定的な対応が申し合わされた上で、1月場所後には正式なルール作りを行う方針が固まった[9]。
- 24日 - 【大相撲】1月場所は千秋楽を迎えて、幕内は西前頭筆頭の大栄翔が13勝2敗で初優勝した。大栄翔は埼玉県出身で、埼玉県出身者及び追手風部屋所属力士の幕内最高優勝も初めて[10]。また、三賞のうち技能賞は受賞者が史上初めて3人（関脇照ノ富士、大栄翔、翠富士）になった[11]。
- 27日 - 【大相撲】時津風親方（元幕内・時津海）が、日本相撲協会の定めた「新型コロナウイルス感染症対応ガイドライン」に違反して1月場所中に雀荘などへ通っていたと報じられた[12]。
- 28日 - 【大相撲】日本相撲協会が理事会を開き、大阪府立体育会館で実施される予定だった3月場所の会場を、新型コロナウイルス感染拡大の影響により東京の両国国技館に変更すると決定した[13]。理事会では審判規則の一部変更も決定され、1月場所9日目の幕下の取組で発生した脳震盪問題などを受けて、「審判委員は、力士の立ち合いが成立する前に、相撲が取れる状態ではないと認めた場合には、協議の上で当該力士を不戦敗とすることができる。」とする新しい条文が追加されるなどの改定が行われた[14]。

### 2月
- 22日 - 【大相撲】日本相撲協会が理事会を開き、過去に同様の理由で懲戒処分歴があるにもかかわらず再度「新型コロナウイルス感染症対応ガイドライン」に違反する行動をした時津風親方（元幕内・時津海）を退職勧告の懲戒処分とし、退職金は30パーセント減額とすることを決定した[15]。時津風親方が提出した退職届は受理され、時津風部屋と年寄名跡「時津風」は、部屋付きの間垣親方（元幕内・土佐豊）が継承した[15]。

### 3月
- 1日 - 【大相撲】日本相撲協会が3月場所の番付を発表。横綱白鵬の新入幕以来の幕内連続在位記録が史上初の100場所に到達した[16]。
- 5日 - 【大相撲】日本相撲協会の芝田山広報部長（元横綱・大乃国）は、新型コロナウイルス感染拡大防止のため、3月場所の前相撲を実施しないと公表した[17]。
- 11日 - 【大相撲】横綱鶴竜が3月場所を初日から休場することが決定。鶴竜は5場所連続の休場となった[18]。
- 12日 - 【大相撲】日本相撲協会が理事会を開き、東関部屋の閉鎖と所属力士らの八角部屋への移籍を4月1日付で承認した[19]。
- 16日 - 【大相撲】横綱白鵬が3月場所を3日目から途中休場。5場所連続で横綱不在に[20]。
- 24日 - 【大相撲】横綱鶴竜が現役を引退し、年寄「鶴竜」を襲名した[21]。
- 28日 - 【大相撲】3月場所がこの日に千秋楽を迎え、幕内は関脇照ノ富士が優勝した。照ノ富士の優勝は4場所ぶり3度目で、関脇以下の地位での3度の幕内最高優勝は史上初となった[22]。
- 29日 - 【大相撲】横綱審議委員会が定例会合を開き、2020年11月場所後の会合で「注意」の決議を受けながら休場の続いている横綱白鵬について、白鵬本人が7月場所で再起をかける意向を示していることを考慮して、新たな決議はせずに「注意」を継続すると決定した[23]。
- 31日 - 【大相撲】日本相撲協会が5月場所の番付編成会議と臨時理事会を開き、関脇照ノ富士の大関昇進を決定した。大関経験者が十両以下に番付を下げてから大関に復帰するのは史上初めて[24]。

### 4月
- 1日 - 【大相撲】日本相撲協会が理事会を開き、峰崎部屋の閉鎖と所属力士らの移籍を4月1日付で承認し、峰崎部屋所属力士は全員が芝田山部屋に転属した[25]。
- 13日 - 【大相撲】日本相撲協会は、2021年の秋巡業と冬巡業を新型コロナウイルスの感染拡大の影響により中止すると発表した[26]。
- 14日 - 【大相撲】元関脇琴勇輝が現役を引退し、年寄「君ヶ濱」を襲名した[27]。
- 16日 - 【大相撲】佐ノ山親方（元幕内・里山）が、年寄「千賀ノ浦」を継承し、名跡変更した[28]。
- 19日 - 【大相撲】日本相撲協会が2019年から開いてきた「大相撲の継承発展を考える有識者会議」の第11回会合が開かれ、山内昌之委員長から八角理事長（元横綱・北勝海）に提言書が提出された[29]。
- 26日
  - 【大相撲】日本相撲協会が5月場所の番付を発表。3月場所中に鶴竜が引退したことで白鵬が2012年9月場所以来の番付上1人横綱となったが、1人横綱経験者が再度1人横綱になるのは史上初めて[30]。また、新横綱、新大関、新三役、新入幕、新十両が全て誕生しないという、1966年5月場所以来55年ぶりの珍しい番付となった[31]。
  - 【大相撲】日本相撲協会は、日本国政府が東京都などを対象に発出した緊急事態宣言でイベントの無観客開催などが要請されたことなどを理由として、5月場所を緊急事態宣言の発令期間と重なる3日目（5月11日）まで無観客開催とすることを決定した[32]。
- 28日 - 【大相撲】3月場所13日目の取り組みで頭部を強打し入院していた響龍（境川部屋・三段目）が急性呼吸不全により死去[33]。

### 5月
- 7日
  - 【大相撲】7月場所に進退をかける意向を示している横綱白鵬が、5月場所を休場することが決まった。白鵬の休場はこれで6場所連続となった[34]。
  - 【大相撲】日本相撲協会の芝田山広報部長（元横綱・大乃国）は、幕内竜電が、協会の定めた「新型コロナウイルス感染症対応ガイドライン」に抵触する行為があったとして、師匠の高田川親方（元関脇・安芸乃島）の判断で5月場所を休場すると発表した[35]。
  - 【大相撲】日本相撲協会が、1月場所で発生した幕下力士の脳震盪問題や、3月場所の取組で負傷した三段目・響龍が死亡した事態を受けて、親方衆らに対する応急対応処置講習会を行った[36]。
  - 【大相撲】春日山親方（元幕内・武州山）が、年寄「待乳山」を継承し、名跡変更した[37]。
- 12日 - 【大相撲】9日から無観客で開催中の5月場所は、緊急事態宣言が延長されたものの大規模イベントの人数制限は緩和されたことを理由に、この日の4日目から1日あたり上限5000人の観客を収容する有観客開催に変更された[38]。
- 20日 - 【大相撲】大関朝乃山が、協会の定めた「新型コロナウイルス感染症対応ガイドライン」に違反する行動があったとして、師匠の高砂親方（元関脇・朝赤龍）の判断で5月場所を12日目から途中休場した[39]。
- 23日 - 【大相撲】5月場所はこの日に千秋楽を迎えて、幕内では大関照ノ富士が12勝3敗で2場所連続4度目の優勝を果たした。大関に復帰した場所での幕内最高優勝は昭和以降で初めて[40]。
- 27日
  - 【大相撲】日本相撲協会が理事会を開き、幕内竜電について、「新型コロナウイルス感染症対応ガイドライン」違反のため、5月場所から9月場所まで3場所の出場停止処分とすることを決定した。竜電の師匠の高田川親方（元関脇・安芸乃島）も、監督責任として6か月間20パーセントの報酬減額処分となった。[41]
  - 【大相撲】日本相撲協会は、荒磯親方（元横綱・稀勢の里）が、8月1日付で田子ノ浦部屋から独立して荒磯部屋を新設すると発表した[42]。

### 6月
- 7日 - 【大相撲】元幕内豊響が現役を引退し、年寄「山科」を襲名した。これに伴い、山科親方（元幕内・佐田の富士）は年寄「出来山」に名跡変更した[43]。
- 11日
  - 【大相撲】日本相撲協会が理事会を開き、大関朝乃山について、「新型コロナウイルス感染症対応ガイドライン」違反のため、6場所出場停止と、6か月間50パーセントの報酬減額処分とすることを決めた。5月21日付で提出されていた朝乃山の引退届は不受理となった。朝乃山の師匠の高砂親方（元関脇・朝赤龍）も、監督責任として3か月間20パーセントの報酬減額処分となった[44]。同伴の記者は諭旨解雇処分を受けた[45]。
  - 【大相撲】日本相撲協会は、錦島親方（元大関・朝潮）から提出された退職届を6月10日に受理したと発表した。錦島親方は相撲協会のコンプライアンス委員会に「新型コロナウイルス感染症対応ガイドライン」に違反する行動があったと認定されており、この件の責任を取る形での退職となった。[46][47]
  - 【大相撲】元幕内旭日松が現役を引退し、年寄「桐山」を襲名した[48]。
  - 【大相撲】日本相撲協会は、感染対策強化の一環で、両国地区の新型コロナウイルス地域対策協議会の設立を発表した[49]。
- 21日 - 【大相撲】元関脇勢が現役を引退し、年寄「春日山」を襲名した[50]。

### 7月
- 18日 - 【大相撲】7月場所が千秋楽を迎えて、幕内は横綱白鵬が大関照ノ富士との9年ぶり6例目の（令和最初の）千秋楽全勝対決を制し、7場所ぶり45回目の優勝を果たした[51]。照ノ富士は平成生まれ初の相星決戦出場者かつ平成生まれ初の全勝相星決戦出場者になった。
- 19日 - 【大相撲】横綱審議委員会が会合を開き、大関照ノ富士を全会一致で横綱に推薦することを決定した[52]。また、横綱白鵬に対し2020年11月場所後に行った「注意」の決議は解除した[53]。
- 20日 - 【大相撲】日本相撲協会は、十両貴源治の大麻使用が判明したと発表した[54]。
- 21日 - 【大相撲】日本相撲協会が理事会と9月場所の番付編成会議を開き、大関照ノ富士の横綱昇進を決定した。新横綱誕生は2017年1月場所後の稀勢の里以来で令和では初めて。照ノ富士は平成生まれとしては初めて、モンゴル出身者としては5人目の横綱になった[55][56]。
- 30日 - 【大相撲】日本相撲協会が理事会を開き、大麻使用が判明した十両貴源治について懲戒解雇処分とすることを決定した[57]。貴源治の師匠の常盤山親方（元小結・隆三杉）は監督責任で2階級降格となった[57]。
- 場所後に、連敗記録保持者の序ノ口勝南桜が引退[58]。ただし、番付編成会議後に引退届が提出されたため、公式には9月場所での引退となる。

### 8月
- 30日 - 【大相撲】日本相撲協会が9月場所の番付を発表した。7月30日付で懲戒解雇となった貴源治の名前が新番付から削除されたため、西十両9枚目が空位とされる異例の番付になった[59][60]。

### 9月
- 1日 - 【大相撲】日本相撲協会は、十両北青鵬が新型コロナウイルスに感染したと発表した[61]。
- 6日 - 【大相撲】日本相撲協会は、新型コロナウイルス感染の判明した十両北青鵬が所属する宮城野部屋に所属する力士へのPCR検査を行った結果、幕下以下力士1人の感染が判明したため、横綱白鵬を含む、同部屋所属の全力士が9月場所を休場すると発表した[62]。
- 26日 - 【大相撲】9月場所はこの日に千秋楽を迎え、幕内は横綱照ノ富士が2場所ぶり5回目の優勝を果たした。新横綱の場所での優勝は史上9人目となった[63]。
- 27日 - 【大相撲】この日、横綱白鵬が現役を引退する意向であると複数のメディアにより報道された[64][65][66][67][68][69][70]。横綱審議委員会の矢野弘典委員長は、白鵬が八角理事長（元横綱・北勝海）に対して現役引退の意向を伝えていることが、同日開催された横審の定例会合で報告されたと公表した[71]。
- 30日 - 【大相撲】日本相撲協会が理事会を開き、横綱白鵬の現役引退と年寄「間垣」襲名を承認した[72]。

### 10月
- 3日 - 【大相撲】伊勢ヶ濱親方（元横綱・旭富士）が、国技館で還暦土俵入りを披露した[73]。

### 11月
- 23日 - 【大相撲】日本相撲協会は、新型コロナウイルス感染防止策として関係者に課している外出制限について、11月場所13日目（26日）から条件付きで緩和すると発表した[74]。
- 27日
  - 【大相撲】元小結千代鳳が現役を引退し、年寄「佐ノ山」を襲名した[75]。
  - 【大相撲】11月場所14日目のこの日に、横綱照ノ富士の2場所連続6度目の幕内最高優勝が決定した。新横綱の場所から2連覇を達成するのは、1961年11月場所と1962年1月場所を連破した大鵬以来、59年ぶりの記録となった[76]。
- 28日 - 【大相撲】11月場所はこの日に千秋楽を迎え、前日に幕内最高優勝が決定していた横綱照ノ富士はこの日の取組にも勝って自身初めての全勝優勝を果たした[77]。
- 29日 - 【大相撲】日本相撲協会は、新型コロナウイルス感染防止策として関係者に課している外出制限について、11月場所千秋楽翌日であるこの日から12月12日までの期限付きで解除した[78]。

### 12月
- 1日 - 【大相撲】日本相撲協会が2022年1月場所の番付編成会議を実施。千代嵐の昭和以降最長となる所要49場所での十両復帰が決定した[79]。
- 3日 - 【大相撲】白鵬の複数の通算記録がギネス世界記録に認定される（幕内通算優勝回数のみ2015年の登録記録を更新し、通算勝利数・幕内通算勝利数・幕内全勝優勝回数・横綱在位場所が初登録された）[80]。
- 22日 - 【大相撲】日本相撲協会は、幕内英乃海と新十両の芝改め紫雷が、違法賭博に関した疑いがあるため2022年1月場所を休場すると発表した[81]。
- 24日 - 【大相撲】日本相撲協会が2022年1月場所の番付を発表した。新番付発表と同時に、荒磯親方（元横綱・稀勢の里）と二所ノ関親方（元大関・若嶋津）が名跡を交換して荒磯部屋が二所ノ関部屋へ改称されたことと、旧二所ノ関部屋を放駒親方（元関脇・玉乃島）が継承して同部屋が放駒部屋へ改称されたことも公表された[82]。

## 競技結果

### 大相撲

#### 本場所

##### 一月場所（初場所）
両国国技館（東京都）を会場に、初日の2021年（令和3年）1月10日から千秋楽の1月24日までの15日間開催された。番付発表は2020年（令和2年）12月24日。
| タイトル     | タイトル     | 人物（所属部屋 出身地） - 成績 |
| ------------ | ------------ | --- |
| 幕内最高優勝 | 幕内最高優勝 | 大栄翔勇人（追手風部屋 埼玉県朝霞市出身） - 13勝2敗（初優勝) |
| 三賞         | 殊勲賞       | 大栄翔勇人（追手風部屋 埼玉県朝霞市出身） - 13勝2敗（3場所ぶり3回目) |
| 三賞         | 敢闘賞       | 該当者なし |
| 三賞         | 技能賞       | 照ノ富士春雄（伊勢ヶ濱部屋 モンゴル・ウランバートル出身） - 11勝4敗（2場所連続3回目） 大栄翔勇人（追手風部屋 埼玉県朝霞市出身） - 13勝2敗（初受賞) 翠富士一成（伊勢ヶ濱部屋 静岡県焼津市出身）- 9勝6敗（初受賞) |
| 十両優勝     | 十両優勝     | 剣翔桃太郎（追手風部屋 東京都葛飾区出身） 12勝3敗 |
| 幕下優勝     | 幕下優勝     | 魁猛（芝田山部屋 モンゴル・ウランバートル出身） - 6勝1敗 ※優勝決定戦勝利 |
| 三段目優勝   | 三段目優勝   | 小城ノ浜翔馬（出羽海部屋 神奈川県横浜市戸塚区出身） - 7戦全勝 |
| 序二段優勝   | 序二段優勝   | 野上豪規（尾車部屋 青森県五所川原市出身）- 7戦全勝 ※優勝決定戦勝利 |
| 序ノ口優勝   | 序ノ口優勝   | 熱海富士朔太郎（伊勢ヶ濱部屋 静岡県熱海市出身） - 6勝1敗 ※優勝決定戦勝利 |

##### 三月場所（春場所）
両国国技館（東京都）を会場に、初日の2021年3月14日から千秋楽の3月28日までの15日間開催された。番付発表は3月1日。
| タイトル     | タイトル     | 人物（所属部屋 出身地） - 成績 |
| ------------ | ------------ | --- |
| 幕内最高優勝 | 幕内最高優勝 | 照ノ富士春雄（伊勢ヶ濱部屋 モンゴル・ウランバートル出身） - 12勝3敗（4場所ぶり3回目）                                                            |
| 三賞         | 殊勲賞       | 照ノ富士春雄（伊勢ヶ濱部屋 モンゴル・ウランバートル出身） - 12勝3敗（4場所ぶり3回目）                                                            |
| 三賞         | 敢闘賞       | 明生力（立浪部屋 鹿児島県大島郡瀬戸内町出身） - 10勝5敗（初受賞） · 碧山亘右（春日野部屋 ブルガリア・ヤンボル出身） - 11勝4敗（11場所ぶり4回目） |
| 三賞         | 技能賞       | 若隆景渥（荒汐部屋 福島県福島市出身） - 10勝5敗（初受賞）                                                                                        |
| 十両優勝     | 十両優勝     | 白鷹山亨将（高田川部屋 山形県西置賜郡白鷹町出身）11勝4敗                                                                                         |
| 幕下優勝     | 幕下優勝     | 阿炎政虎（錣山部屋 埼玉県越谷市出身） - 7戦全勝                                                                                                  |
| 三段目優勝   | 三段目優勝   | 高麗の国譲二（芝田山部屋 神奈川県中郡大磯町出身） - 7戦全勝                                                                                      |
| 序二段優勝   | 序二段優勝   | 熱海富士朔太郎（伊勢ヶ濱部屋 静岡県熱海市出身） - 7戦全勝                                                                                        |
| 序ノ口優勝   | 序ノ口優勝   | 村山豪（鳴戸部屋 千葉県千葉市稲毛区出身） - 7戦全勝                                                                                              |

##### 五月場所（夏場所）
両国国技館（東京都）を会場に、初日の2021年5月9日から千秋楽の5月23日までの15日間開催された。番付発表は4月26日。
| タイトル     | タイトル     | 人物（所属部屋 出身地） - 成績 |
| ------------ | ------------ | --- |
| 幕内最高優勝 | 幕内最高優勝 | 照ノ富士春雄（伊勢ヶ濱部屋 モンゴル・ウランバートル出身） - 12勝3敗（2場所連続4度目） ※優勝決定戦勝利                                       |
| 三賞         | 殊勲賞       | 該当者なし |
| 三賞         | 敢闘賞       | 該当者なし |
| 三賞         | 技能賞       | 若隆景渥（荒汐部屋 福島県福島市出身） - 9勝6敗（2場所連続2度目） 遠藤聖大（追手風部屋 石川県鳳珠郡穴水町出身） - 11勝4敗（10場所ぶり4度目） |
| 十両優勝     | 十両優勝     | 宇良和輝（木瀬部屋 大阪府寝屋川市出身） - 12勝3敗                                                                                           |
| 幕下優勝     | 幕下優勝     | 阿炎政虎（錣山部屋 埼玉県越谷市出身） - 7戦全勝                                                                                             |
| 三段目優勝   | 三段目優勝   | 石崎拓馬（高砂部屋 大阪府四條畷市出身） - 7戦全勝 ※優勝決定戦勝利                                                                           |
| 序二段優勝   | 序二段優勝   | 千鵬翼（宮城野部屋 千葉県市川市出身） - 7戦全勝                                                                                             |
| 序ノ口優勝   | 序ノ口優勝   | 藤青雲龍輝（藤島部屋 埼玉県朝霞市出身） - 7戦全勝 ※優勝決定戦勝利                                                                           |

##### 七月場所（名古屋場所）
ドルフィンズアリーナ（愛知県名古屋市）を会場に、初日の2021年7月4日から千秋楽の7月18日までの15日間開催された。番付発表は6月21日。
| タイトル     | タイトル     | 人物（所属部屋 出身地） - 成績                                                  |
| ------------ | ------------ | ------------------------------------------------------------------------------- |
| 幕内最高優勝 | 幕内最高優勝 | 白鵬翔（宮城野部屋 モンゴル・ウランバートル出身） - 15戦全勝（7場所ぶり45回目） |
| 三賞         | 殊勲賞       | 該当者無し                                                                      |
| 三賞         | 敢闘賞       | 琴ノ若傑太（佐渡ヶ嶽部屋 千葉県松戸市出身） - 12勝3敗（初受賞）                 |
| 三賞         | 技能賞       | 豊昇龍智勝（立浪部屋 モンゴル・ウランバートル出身） - 10勝5敗（初受賞）         |
| 十両優勝     | 十両優勝     | 水戸龍聖之（錦戸部屋 モンゴル・ウランバートル出身） - 12勝3敗                   |
| 幕下優勝     | 幕下優勝     | 北青鵬治（宮城野部屋 北海道札幌市東区出身） - 7戦全勝                           |
| 三段目優勝   | 三段目優勝   | 鳩岡良祐（木瀬部屋 神奈川県横浜市港北区出身） - 7戦全勝                         |
| 序二段優勝   | 序二段優勝   | 長内孝樹（高砂部屋 青森県北津軽郡鶴田町出身） - 7戦全勝 ※優勝決定戦勝利         |
| 序ノ口優勝   | 序ノ口優勝   | 春雷正真（立浪部屋 東京都墨田区出身） - 7戦全勝                                 |

##### 九月場所（秋場所）
両国国技館（東京都）を会場に、初日の2021年9月12日から千秋楽の9月26日までの15日間開催された。番付発表は8月30日。
| タイトル     | タイトル     | 人物（所属部屋 出身地） - 成績                                                        |
| ------------ | ------------ | ------------------------------------------------------------------------------------- |
| 幕内最高優勝 | 幕内最高優勝 | 照ノ富士春雄（伊勢ヶ濱部屋 モンゴル・ウランバートル出身） - 13勝2敗（2場所ぶり5回目） |
| 三賞         | 殊勲賞       | 大栄翔勇人（追手風部屋 埼玉県朝霞市出身） - 10勝5敗（4場所ぶり4回目）                 |
| 三賞         | 敢闘賞       | 該当者なし                                                                            |
| 三賞         | 技能賞       | 妙義龍泰成（境川部屋 兵庫県高砂市出身） - 11勝4敗（49場所ぶり6回目）                  |
| 十両優勝     | 十両優勝     | 阿炎政虎（錣山部屋 埼玉県越谷市出身） - 13勝2敗                                       |
| 幕下優勝     | 幕下優勝     | 深井拓斗（高砂部屋 石川県羽咋市出身） - 7戦全勝                                       |
| 三段目優勝   | 三段目優勝   | 藤青雲龍輝（藤島部屋 熊本県熊本市西区出身） - 7戦全勝                                 |
| 序二段優勝   | 序二段優勝   | 日翔志忠勝（追手風部屋 東京都立川市出身） - 7戦全勝                                   |
| 序ノ口優勝   | 序ノ口優勝   | 瀬戸の海龍昇（高田川部屋 広島県広島市東区出身） - 7戦全勝                             |

##### 十一月場所（九州場所）
福岡国際センター（福岡県福岡市）を会場に、初日の2021年11月14日から千秋楽の11月28日までの15日間開催された。番付発表は11月1日。
| タイトル     | タイトル     | 人物（所属部屋 出身地） - 成績 |
| ------------ | ------------ | --- |
| 幕内最高優勝 | 幕内最高優勝 | 照ノ富士春雄（伊勢ヶ濱部屋 モンゴル・ウランバートル出身） - 15戦全勝（2場所連続6回目）                                                 |
| 三賞         | 殊勲賞       | 該当者なし |
| 三賞         | 敢闘賞       | 隆の勝伸明（常盤山部屋 千葉県柏市出身） - 11勝4敗（9場所ぶり2回目） 阿炎政虎（錣山部屋 埼玉県越谷市出身） - 12勝3敗（14場所ぶり3回目） |
| 三賞         | 技能賞       | 宇良和輝（木瀬部屋 大阪府寝屋川市出身） - 10勝5敗（初受賞）                                                                            |
| 十両優勝     | 十両優勝     | 一山本大生（二所ノ関部屋 北海道岩内郡岩内町出身） - 13勝2敗                                                                            |
| 幕下優勝     | 幕下優勝     | 竜電剛至（高田川部屋 山梨県甲府市出身） - 7戦全勝                                                                                      |
| 三段目優勝   | 三段目優勝   | 金峰山晴樹（木瀬部屋 カザフスタン・アルマティ出身） - 7戦全勝                                                                          |
| 序二段優勝   | 序二段優勝   | 優力勝一生（常盤山部屋 東京都立川市出身） - 7戦全勝                                                                                    |
| 序ノ口優勝   | 序ノ口優勝   | 井上知洋（木瀬部屋 熊本県熊本市東区出身） - 7戦全勝                                                                                    |

#### 巡業

##### 春巡業
3月場所後の実施が予定されていたが、新型コロナウイルスの感染拡大の影響により2020年10月1日の理事会で中止が決定した。

##### 夏巡業
例年7月場所後に開催されているが、2020年東京オリンピックの開催期間と重なるため実施されなかった。

##### 秋巡業
9月場所後の実施が予定されていたが、新型コロナウイルスの感染拡大の影響により中止された。

##### 冬巡業
11月場所後の実施が予定されていたが、新型コロナウイルスの感染拡大の影響により中止された。

#### その他

##### 昇格
- 3月31日 - 関脇・照ノ富士が大関に昇進（2度目）[24]
- 7月21日 - 大関・照ノ富士が第73代横綱に昇進[55]

##### その他
- 12月24日 - 2022年1月場所番付発表[82]

#### 新弟子検査合格者
四股名が太字の者は現役力士。最高位は引退力士のみ記載。
| 場所     | 人数 | 主な合格者                   | 四股名     | 最高位 | 最終場所 | 備考                                                       |
| -------- | ---- | ---------------------------- | ---------- | ------ | -------- | ---------------------------------------------------------- |
| 1月場所  | 3人  |                              |            |        |          |                                                            |
| 3月場所  | 35人 | 西川登輝                     | 豪ノ山登輝 | (現役) | (現役)   | 三段目最下位格付出                                         |
| 3月場所  | 35人 | 菅野陽太                     | 栃武蔵陽太 | (現役) | (現役)   | 三段目最下位格付出                                         |
| 3月場所  | 35人 | 東龍輝                       | 藤青雲龍輝 | (現役) | (現役)   | 年齢制限緩和                                               |
| 5月場所  | 11人 | 石崎拓馬                     | 朝紅龍琢馬 | (現役) | (現役)   | 三段目最下位格付出                                         |
| 5月場所  | 11人 | 坂本博一                     | 木竜皇博一 | (現役) | (現役)   |                                                            |
| 5月場所  | 11人 | 向中野真豪                   | 天照鵬真豪 | (現役) | (現役)   |                                                            |
| 5月場所  | 11人 | 沢田日登志                   | 日翔志英忠 | (現役) | (現役)   | 年齢制限緩和                                               |
| 5月場所  | 11人 | 宮城陽                       | 宮乃風陽   | (現役) | (現役)   |                                                            |
| 7月場所  | 2人  |                              |            |        |          |                                                            |
| 9月場所  | 5人  | プレブスレン・デルゲルバヤル | 欧勝馬出気 | (現役) | (現役)   | 幕下15枚目格付出・興行ビザ取得待ちのため初土俵は11月場所   |
| 9月場所  | 5人  | バルタグル・イェルシン       | 金峰山晴樹 | (現役) | (現役)   | 三段目最下位格付出・興行ビザ取得待ちのため初土俵は11月場所 |
| 11月場所 | 5人  | アスハダ                     | 大青山大介 | (現役) | (現役)   | 興行ビザ取得待ちのため初土俵は2022年1月場所                |

#### 引退
| 場所     | 人数     | 主な引退力士 | 最高位     | 初土俵         | 備考               |
| -------- | -------- | ------------ | ---------- | -------------- | ------------------ |
| 1月場所  | 14人     |              |            |                |                    |
| 3月場所  | 21人     | 鶴竜力三郎   | 第71代横綱 | 2001年11月場所 | 年寄「鶴竜」襲名   |
| 3月場所  | 21人     | 華王錦武志   | 十両6枚目  | 2001年5月場所  |                    |
| 5月場所  | 22人     | 琴勇輝一巖   | 関脇       | 2008年3月場所  | 年寄「君ヶ濱」襲名 |
| 5月場所  | 22人     | 舛ノ山大晴   | 前頭4枚目  | 2006年7月場所  |                    |
| 5月場所  | 22人     | 髙立直哉     | 十両13枚目 | 2014年3月場所  |                    |
| 7月場所  | 12人     | 勢翔太       | 関脇       | 2005年3月場所  | 年寄「春日山」襲名 |
| 7月場所  | 12人     | 豊響隆太     | 前頭2枚目  | 2005年1月場所  | 年寄「山科」襲名   |
| 7月場所  | 12人     | 旭日松広太   | 前頭11枚目 | 2005年3月場所  | 年寄「桐山」襲名   |
| 9月場所  | 13人     | 磋牙司洋之   | 前頭9枚目  | 2004年3月場所  |                    |
| 9月場所  | 13人     | 竜虎川上     | 十両12枚目 | 2017年1月場所  |                    |
| 9月場所  | [ 注 1 ] | 白鵬翔       | 第69代横綱 | 2001年3月場所  | 年寄「間垣」襲名   |
| 11月場所 | 6人      | 千代鳳祐樹   | 小結       | 2008年5月場所  | 年寄「佐ノ山」襲名 |
| 11月場所 | 6人      | 肥後ノ城政和 | 十両9枚目  | 2007年11月場所 |                    |

##### 断髪式
- 2月23日 - 元幕内・荒鷲（両国国技館）[100]
- 10月2日 - 元関脇・琴勇輝（両国国技館）[101]

### アマチュア相撲

#### 国内大会
- 1月1日 - 立川立飛・元日相撲（立川ステージガーデン）[102]
  - 令和2年度全国中学生相撲選手権大会[注 2]優勝（中学生横綱）：五十嵐翔（高岡市立南星中学校）
  - 令和2年度全国高等学校相撲選手権大会[注 3]優勝（高校横綱）：落合哲也（鳥取城北高等学校）
- 第99回全国高等学校相撲選手権大会（8月6日-8日 新潟）[103]
  - 個人無差別優勝（高校横綱）：落合哲也（鳥取城北高等学校）
  - 個人80kg級優勝：鈴木愛斗（飛龍高等学校）
  - 個人100kg級優勝：工藤佳太（岩手県立平舘高等学校）
  - 団体戦優勝：鳥取城北高等学校
- 第105回高等学校相撲金沢大会（10月10日・石川県卯辰山相撲場）
  - 個人戦優勝：手計太希（埼玉栄高等学校）
  - 団体戦優勝：鳥取城北高等学校
- 第99回全国学生相撲選手権大会（11月6-7日・大浜公園相撲場）
  - 個人戦優勝：川副圭太（日本大学）
  - 団体戦優勝：日本体育大学
- 第70回全日本相撲選手権大会（12月5日・国技館）
  - 優勝：中村泰輝（日本体育大学）

## 死去
- 1月29日 - 栃ノ海晃嘉（最高位：第49代横綱、所属：春日野部屋、* 1938年【昭和13年】）[104]
- 2月8日 - 安念山治（最高位：関脇、所属：立浪部屋、* 1934年【昭和9年】）[105]
- 3月1日 - 麒麟児和春（最高位：関脇、所属：二所ノ関部屋、* 1953年【昭和28年】）[106]
- 3月2日 - 米吉（元・立呼出、所属：出羽海部屋→春日野部屋、* 1937年【昭和12年】）[107]
- 3月11日 - 前の山太郎（最高位：大関、所属：高砂部屋、* 1945年【昭和20年】）[108]
- 3月26日 - 琴剣淳弥（最高位：三段目46枚目、所属：佐渡ヶ嶽部屋、相撲漫画家、* 1960年【昭和35年】）[109]
- 4月28日 - 響龍光稀（最高位：三段目24枚目（現役没）、所属：境川部屋、* 1993年【平成5年】）[33]
- 6月21日 - 玉ノ富士茂（最高位：関脇、所属：片男波部屋、* 1949年【昭和24年】）[110]
- 7月1日 - 光法賢一（最高位：前頭9枚目、所属：宮城野部屋、* 1973年【昭和48年】）[111]
- 9月 - 野見典展（初の実業団横綱3連覇と唯一のアマチュア横綱3連覇を達成したアマチュア選手。和歌山県相撲連盟理事長、同会長、日本実業団相撲連盟会長、* 1937年【昭和12年】）[112]
- 10月9日 - 出羽の洲聖（最高位：十両7枚目、所属：出羽海部屋、* 1962年【昭和37年】）[113]
- 11月20日 - 豊ノ海真二（最高位：前頭筆頭、所属：二子山部屋→藤島部屋→二子山部屋、* 1965年【昭和40年】）[114]
- 12月28日 - 三郎（元・一等呼出、所属：花籠部屋→放駒部屋、* 1927年【昭和2年】）[115]